# وونسهایم
وونسهایم (به آلمانی: Wonsheim) یک شهر در آلمان است که در آلزی-ورمز واقع شده‌است. وونسهایم ۸۷۵ نفر جمعیت دارد.